# Maddalena Allegranti

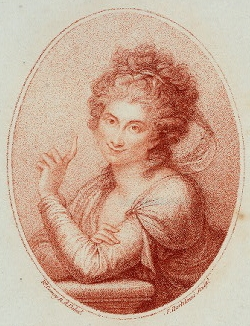
Maddalena Allegranti,
Porträt von Francesco Bartolozzi nach Richard Cosway

Maddalena Teresa Allegranti (wahrscheinlich 1754 in Venedig – nach 1801 in Irland) war eine bedeutende italienische Opernsängerin (Sopran) der zweiten Hälfte des 18. Jahrhunderts.

## Leben und Werk
Geburtsjahr und -ort sind nicht verbürgt, eine italienische Musikenzyklopädie nennt „ca. 1750 in Florenz“. Der Vorname wird fallweise auch Madelaine geschrieben.
Allegranti debütierte zunächst 1770 und 1771 in kleineren Rollen auf venezianischen Bühnen. Das Musikalische Conversations-Lexikon schreibt, sie „betrat noch sehr jung als Naturalistin die Bühne ihrer Vaterstadt, wo sie mit ihrer hellen und hohen, umfangreichen Stimme und mit ihren unverkennbaren dramatischen Anlagen grosses Glück machte.“ Es folgten Gastspiele in Florenz und Bologna, wo sie von Giacomo Casanova gehört und als „adorabile“ und „pericolosa“, als bewunderungswürdig und gefährlich beschrieben wurde. In der zweiten Jahreshälfte 1771 kam sie an den Kurfürstlich-pfälzischen Hof von Karl Theodor (1724–1799) nach Mannheim, wo sie Gesangsunterricht bei Ignaz Holzbauer nahm, der dort seit 1753 als Hofkapellmeister diente. Noch im selben Jahr debütierte Allegranti auf der großen Opernbühne des Mannheimer Schlosses, im Folgejahr auch auf der Bühne des frühklassizistischen Schlosstheaters Schwetzingen. Anlass für die große Piccinini-Aufführung waren die Namenstagsfeierlichkeiten des Kurfürstenpaares, die auch überregional wahrgenommen wurden. Folgende Partien während des kurpfälzischen Engagements konnten – anhand von Libretti und Berichten – nachgewiesen werden:
- 1771: Nerina in Gli stravaganti von Niccolò Piccinni (24. November, Mannheim)
- 1772: Angiolina in L‘amore artigiano von Florian Leopold Gassmann (Mannheim)
- 1772: Tancia in La contadina in corte von Antonio Sacchini (9. August, Schwetzingen)
- 1772: Cristallina in La fiera di Venezia von Antonio Salieri

Der englische Musikologe Charles Burney war voll des Lobes über die junge Sängerin, die er in der Sacchini-Oper gehört hatte: Er rühmte ihre „artige, nicht affectirte Manier“. Im Frühjahr 1774 wechselte sie an den Fürstlichen Hof der Thurn und Taxis in Regensburg und soll dort laut Christoph Meixner bis 1778 geblieben sein, war hingegen laut Kutsch/Riemens „an verschiedenen Hoftheatern in deutschen Residenzen zu Gast“. Diese zwei Narrative schließen einander nicht zwangsläufig aus, es kann beides der Fall gewesen sein.
Im Jahre 1778 kehrte sie nach Italien zurück und sang vorerst in Bologna. 1779 gastierte sie während des Karnevals am Teatro San Samuele von Venedig sowie in Florenz und Mailand. 1780 sang sie in Venedig, Florenz und Pisa, 1781 in Venedig, Treviso und erstmals in London. Ihr erster Auftritt in England in der Oper Viaggiatori felici von Pasquale Anfossi wurde enthusiastisch gefeiert und es folgten zwei anfangs sehr erfolgreiche Jahre in London. Ihre Stimme, obwohl zart, erschien den Zeitgenossen als extrem lieblich, präzise in den Koloraturen und so flexibel, dass sie ihren eigenen blühenden Stil entwickeln konnte, der als Novität angesehen wurde. Sie galt auch als exzellente Schauspielerin, doch neigte sie zu Wiederholungen, weshalb das Publikum ihrer bald überdrüssig wurde.
Im Jahr 1783 folgte sie einem Ruf an das Hoftheater von Dresden, welches damals im Morettischen Opernhaus spielte. Sie wurde als Erste Sängerin ans italienische Ensemble verpflichtet, ihr Jahresgehalt betrug die ungewöhnliche Höhe von 1.000 Dukaten, was damals sensationell gewertet wurde. Sie nahm dort weitere Gesangsstunden bei Christian Ehregott Weinlig, dem Kantor der Kreuzkirche. Das Musikalische Conversations-Lexikon berichtet: „Immer höher stieg ihr Ruhm und Darstellung einer jenen Zierden, um welche die kurfürstliche Residenz von der ganzen Kunstwelt beneidet wurde.“ Ihr musikalischer und darstellerischer Schwerpunkt in Dresden lag auf Buffo-Partien – beispielsweise der Italiener Ferdinando Bertoni und Antonio Sacchini oder des belgisch-französischen Komponisten André-Ernest-Modeste Grétry. 1787 heiratete sie den englischen Gardeoffizier irischer Herkunft namens Harrison. 1789 beurteilte Mozart ihre Stimme als „besser als die der Ferrarese“, gemeint ist Adriana Ferrarese del Bene (1759–nach 1803), fügte freilich hinzu: „was nicht viel besagt“. 1797 folgte sie ihrem Ehemann – „zur tiefen Betrübniss der Dresdner Kunstfreunde“ – nach London.
Einmal noch gastierte sie im Jahre 1798 in ihrer Heimatstadt Venedig, bevor sie 1799 in London als Carolina in Il matrimonio segreto auftrat. Es „begannen allerdings ihre Stimmmittel abzunehmen.“ Ihr musikalischer Zenit war definitiv überschritten und das erbarmungslose Publikum in London ließ sie dies auch spüren „und sie säumte nicht in richtiger Selbsterkenntnis […] der Bühne zu entsagen“. Nach dem Ende ihrer sängerische Laufbahn war sie als Gesangslehrerin tätig und ging schließlich mit ihrem Mann nach Irland, wo sie wahrscheinlich um 1802 gestorben ist.